# Hiram Fuller
Pour les articles homonymes, voir Fuller.
Hiram Fuller nommé aussi Hesham Ali Salem, est né le 15 mai 1981 à East St. Louis, Illinois (États-Unis), est un joueur de basket-ball professionnel américain, naturalisé libyen. Il joue au poste d'ailier fort et mesure 2,06 m.

## Biographie
Le 26 juin 2003, il n'est pas drafté en NBA. Le 29 septembre 2003, il signe un contrat avec les Pacers de l'Indiana mais il est libéré le 20 octobre 2003. Le 6 novembre 2003, il est sélectionné à la 5e position du troisième tour par les Lowgators de North Charleston lors de la draft 2003 de NDBL.
Le 27 février 2004, il signe un contrat avec les Hawks d'Atlanta avec qui il joue quatre matches en NBA durant la saison NBA 2013-2014 où il a des moyennes de 2,0 points et 2,8 rebonds. Le 8 mars 2004, il est libéré par les Hawks.
Le 3 août 2005, il signe un contrat avec les Wizards de Washington mais il est libéré le 31 octobre 2005.
Le 19 septembre 2006, il est sélectionné à la 4e position du second tour par les D-Fenders de Los Angeles lors de la draft 2006 de NBDL. Le 29 septembre 2006, il signe un contrat avec le Jazz de l'Utah. Durant la pré-saison NBA 2006-2007, il joue six matches avec le Jazz. Le 1er novembre 2006, il est laissé libre par le Jazz.
Lors de la saison 2007-2008, après trois matches de championnat avec Chalon-sur-Saône, il se rompt le tendon d'Achille.
Durant les championnats d'Afrique 2009, il joue pour l'équipe nationale de Libye sous le nom d'Hesham Ali Salem.
En février 2012, il signe au Fuerza Regia de Monterrey, au Mexique.
En janvier 2014, il signe aux Goes de Montevideo, dans le championnat uruguayen. Le 22 février 2014, il revient chez les Panteras de Miranda au Vénézuéla.

## Équipe nationale
Il fait partie en 2009 de l'équipe nationale de la Libye sous le nom de Hesham Ali Salem.